# Selaginella leonardii
Selaginella leonardii är en mosslummerväxtart som beskrevs av Otto Christian Schmidt. Selaginella leonardii ingår i släktet mosslumrar, och familjen mosslummerväxter. Inga underarter finns listade i Catalogue of Life.